# Kelpaat kelle vaan
Kelpaat kelle vaan (finlandese dialettale: "Vai bene per chiunque") è un singolo della cantante pop finlandese Sanni in collaborazione con la band Apocalyptica. È stato pubblicato il 13 ottobre 2017 attraverso la Warner Music Finland. Il singolo, cover di un brano di Juha Tapio, fa parte del repertorio prodotto durante la settima edizione del format televisivo finlandese Vain elämää.
Il singolo è entrato nelle classifiche finlandesi, raggiungendo la seconda posizione in quella dei brani più venduti, la prima in quella dei brani più scaricati.

## Tracce
1. Kelpaat kelle vaan (feat. Apocalyptica) – 3:23

## Classifica
| Classifica            | Massima posizione |
| --------------------- | ----------------- |
| Finlandia             | 2                 |
| Finlandia (download)  | 1                 |
| Finlandia (radio)     | 6                 |
| Finlandia (streaming) | 2                 |